# 群馬県立ぐんま天文台
群馬県立ぐんま天文台（ぐんまけんりつぐんまてんもんだい）は、群馬県吾妻郡高山村中山に位置する公開天文台。1999年（平成11年）7月21日に全面オープンした。
群馬県の人口が1993年に200万人に達したこと、及び日本人女性初の宇宙飛行士である向井千秋（同県館林市出身）が宇宙に旅立ったことを記念し、県民に宇宙に対する関心を高め、次世代をになう子供たちのための教育のために建設された。

## 施設概要
- 施設種別：天文台・観測ドーム・観測棟、宇宙・天文展示、屋外展示、学校教育支援施設、生涯学習施設、研究機関
- 公開内容：施設見学、天体観望会、天文講演会、天文関連イベント、研究活動

## 台長
- 古在由秀（文化功労者、国立天文台初代台長、東京大学・国立天文台・総合研究大学院大学各名誉教授）

## 教育研究業務活動
- 観測研究：(1)職員による観測研究。(2)国内外の大学・研究機関との共同観測。
- 教育および教育支援：(1)天文学校等による独自教育。(2)学校教育支援。(3)国内外の天文学研究者養成支援。
- 普及：天文学への理解を深めるための、(1)講演・講座 (2)天体現象に関するイベント (3)広報誌発行　等。

## 沿革
- 1993年8月 - 群馬県人口200万人到達記念事業に選定される[1]。
- 1995年11月 - 第1回建設委員会で天文台建設基本構想が策定される[1]。
- 1999年4月28日 - 天文台の主観測装置である150センチメートル反射式望遠鏡のファーストライト
- 1999年4月29日 - 天文台一部オープン[1]。
- 1999年7月20日 - 遊歩道及び屋外モニュメントが完成し竣工式を実施[1]。
- 1999年7月21日 - 天文台全面オープン[1]。
- 2025年3月1日 - ネーミングライツにより愛称が「キーテクノロジーぐんま天文台」となる。

## 観測機器
大型望遠鏡（ドーム内に設置）

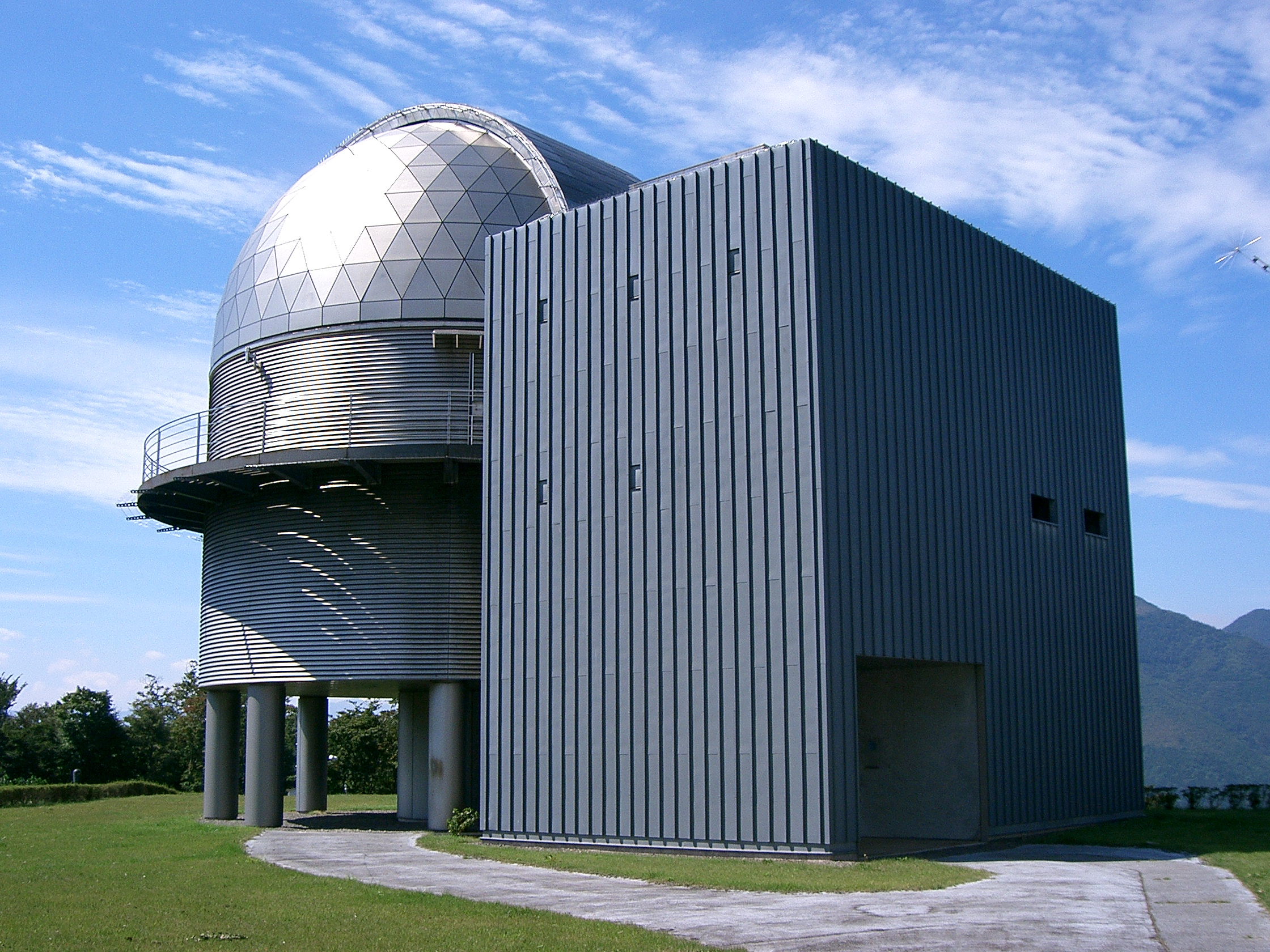
11mドーム

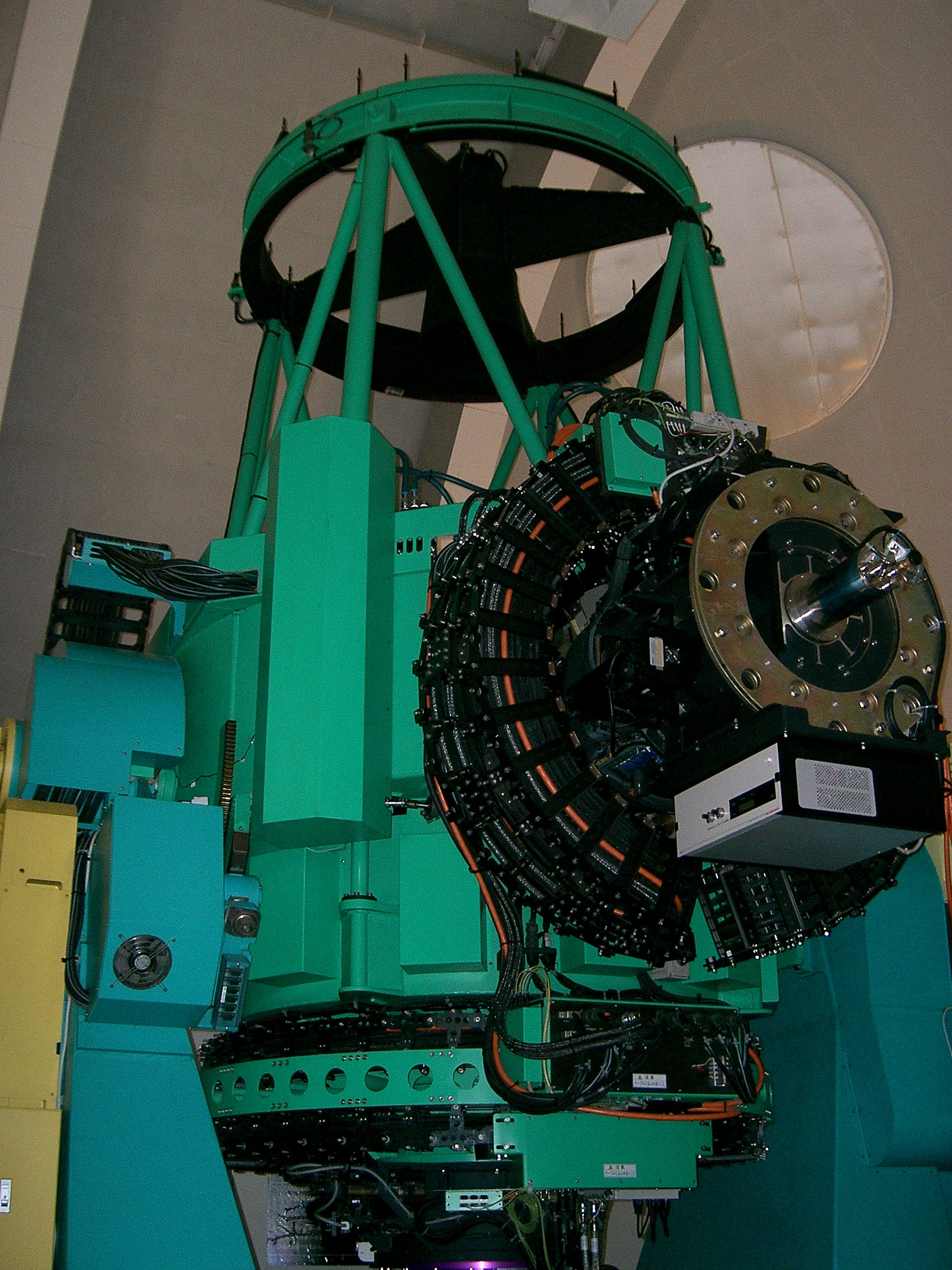
150cm反射望遠鏡

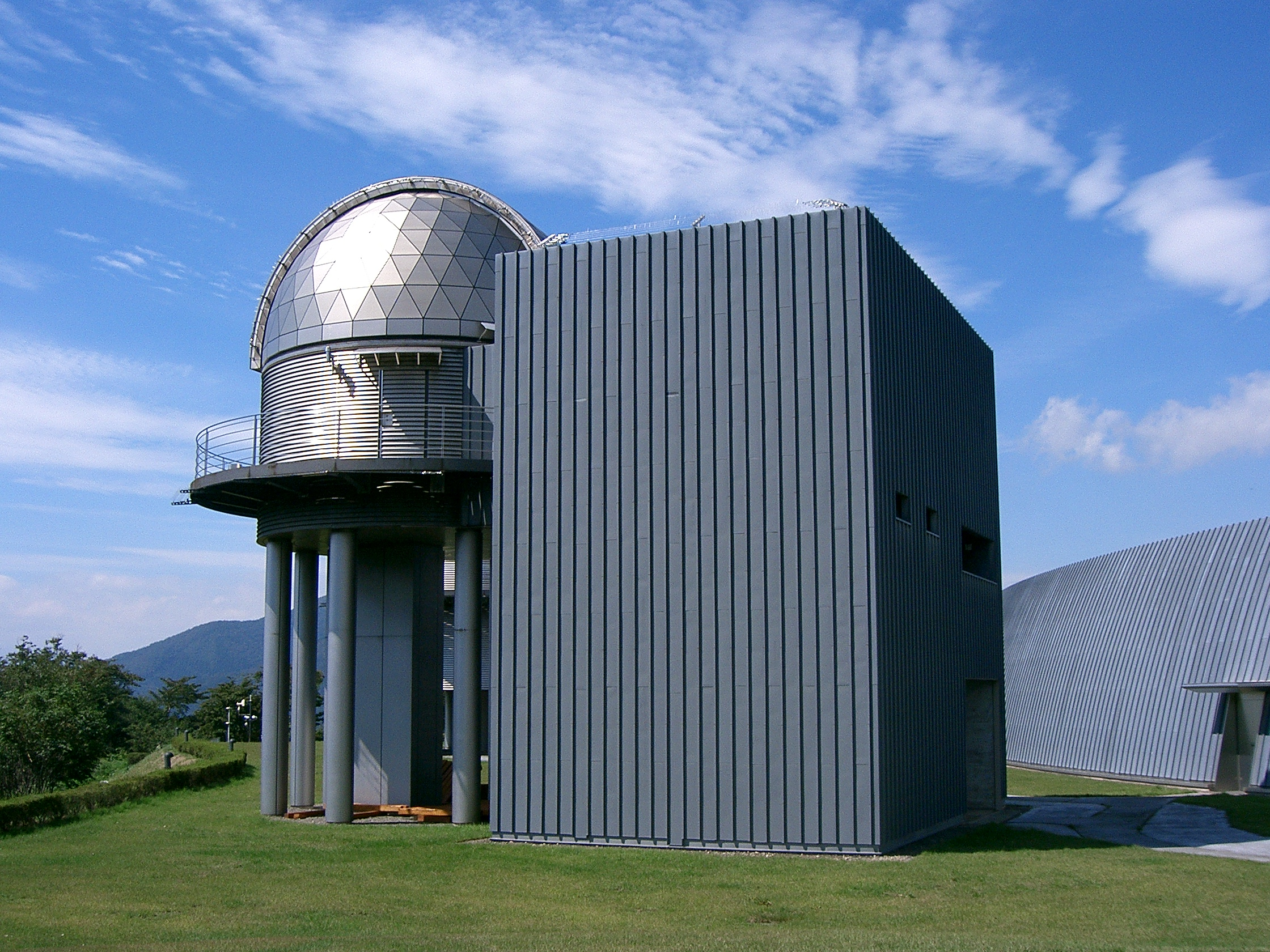
7mドーム

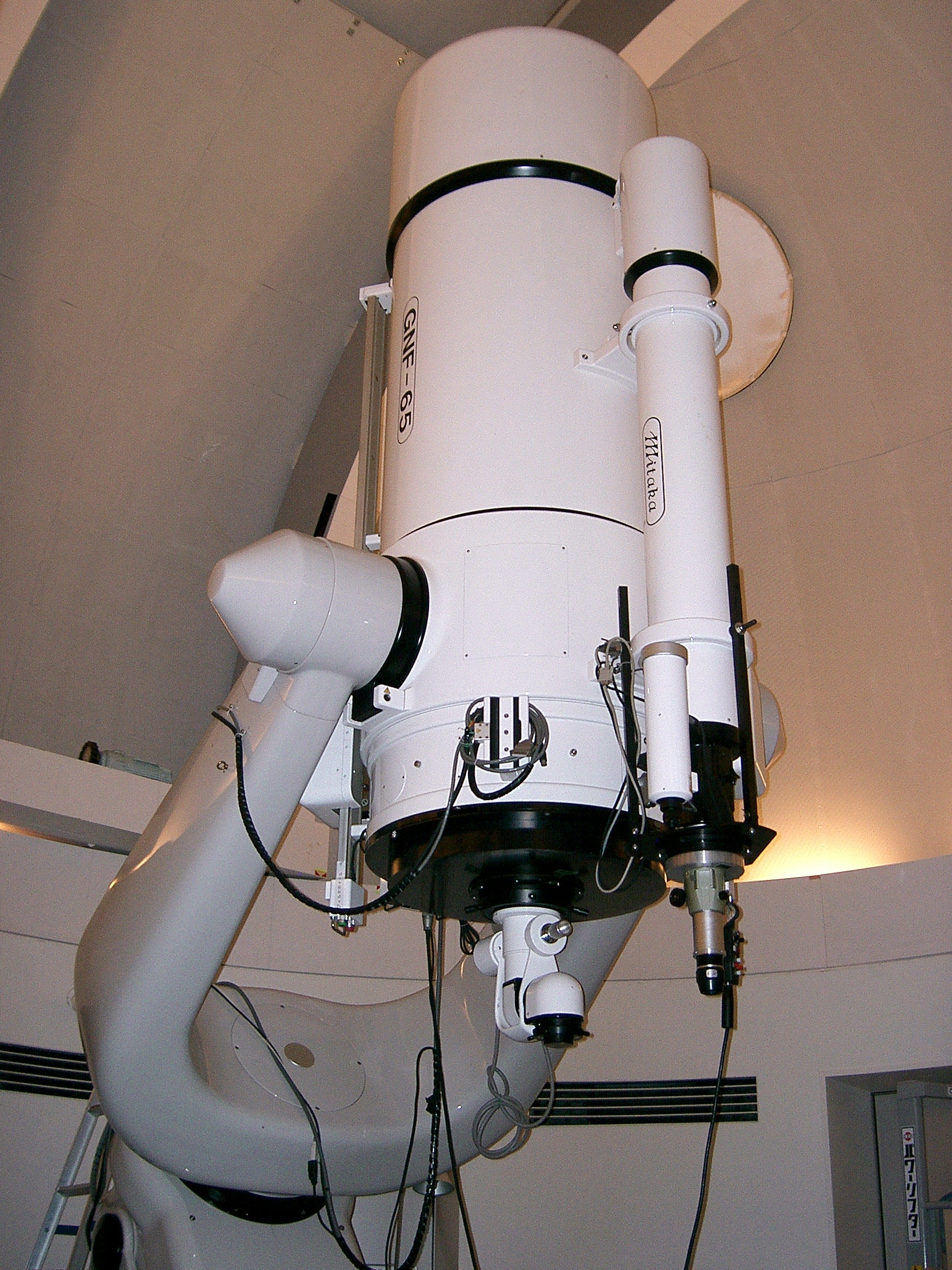
65cm反射望遠鏡

- 150センチメートル反射式望遠鏡（11mドーム内）
  - 性能
    - 有効口径：1.5m
    - 合成焦点距離：18.3m
    - 合成F値：F12.2
    - 光学系：リッチークレチアン式
    - 架台：経緯台式
    - 観測可能波長：可視光 - 近赤外線 (K band) まで
    - 設置位置：北緯36度35分47秒、東経138度58分22秒、標高885メートル
    - 各種焦点：カセグレン焦点（近赤外分光撮像カメラ）、ナスミス焦点1（観望用接眼部）、ナスミス焦点2（エシェル分光器）、ペントカセグレン1（低分散分光撮像装置）、ペントカセグレン2（持込機器用）
- 65センチメートル反射式望遠鏡（7mドーム内）
  - 性能
    - 有効口径：0.65m
    - 合成焦点距離：7.8m
    - 合成F値：F12
    - 架台：フォーク式赤道儀
    - 光学系：カセグレン式
    - 観測機器：冷却CCDカメラ2種、低中分散分光器、小型低分散分光器、光電測光器

太陽望遠鏡（本館屋上4mドーム内）
- 性能
  - 口径30センチメートル、グレゴリアンクーデ式望遠鏡：拡大投影用、太陽スペクトル観測用
  - 撮像用屈折式望遠鏡：白色像、Hα像、Hα拡大像、プロミネンス全体像、プロミネンス拡大像

小型望遠鏡
- 観察用望遠鏡（観望棟内）
  - ドイツ式赤道儀に15センチメートル屈折式望遠鏡を載せたもの6セット。この基本セットに下記の望遠鏡が同架されている。
    - 25センチメートル反射式望遠鏡 2台 ベーカー準リッチークレチアン式光学系
    - 25センチメートル反射式望遠鏡 2台 ε光学系（コレクターレンズ方式補正光学系）
    - 30センチメートル反射式望遠鏡 1台 純カセグレン式光学系
    - 30センチメートル反射式望遠鏡 1台 ニュートン式光学系
- 移動式望遠鏡（観測スペースにて使用）
  - 可搬型ドイツ式赤道儀10台と下記の望遠鏡がある。
    - 10センチメートル屈折式望遠鏡 5台
    - 20センチメートル反射式望遠鏡 5台

65センチメートル反射式望遠鏡と小型望遠鏡は、占有使用（レンタル）が可能である。移動式望遠鏡は望遠鏡設置場にて使用できる。台外への持ち出しはできない。占有利用を行う場合には、ぐんま天文台における望遠鏡使用資格取得講習会に参加し、望遠鏡の使用資格を取得する必要がある。使用資格を維持するためには、年に1回のユーザーミーティングに参加しなければならない。望遠鏡を持参する場合は、使用資格がなくても観測スペースを利用できる。詳細については、ぐんま天文台HPを参照のこと。
- 65センチ反射式望遠鏡は、車椅子等での観察者に配慮し、楽な姿勢で覗くことができるように自在腕型の観望用接眼部を用意している。また、天文台全体はバリアフリー設計となっている。

## 施設内容

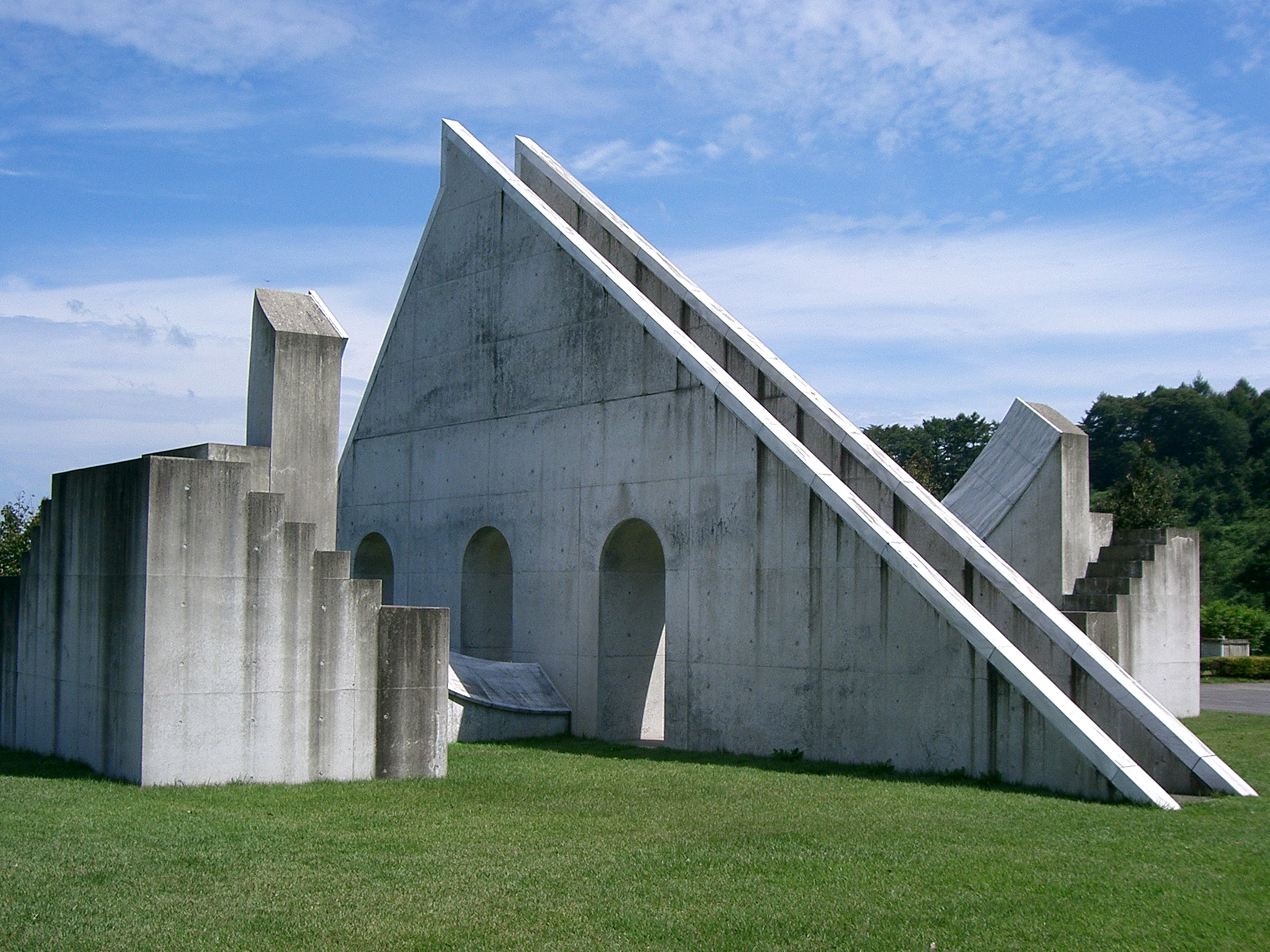
ジャンタル・マンタルの日時計「サムラート・ヤントラ」

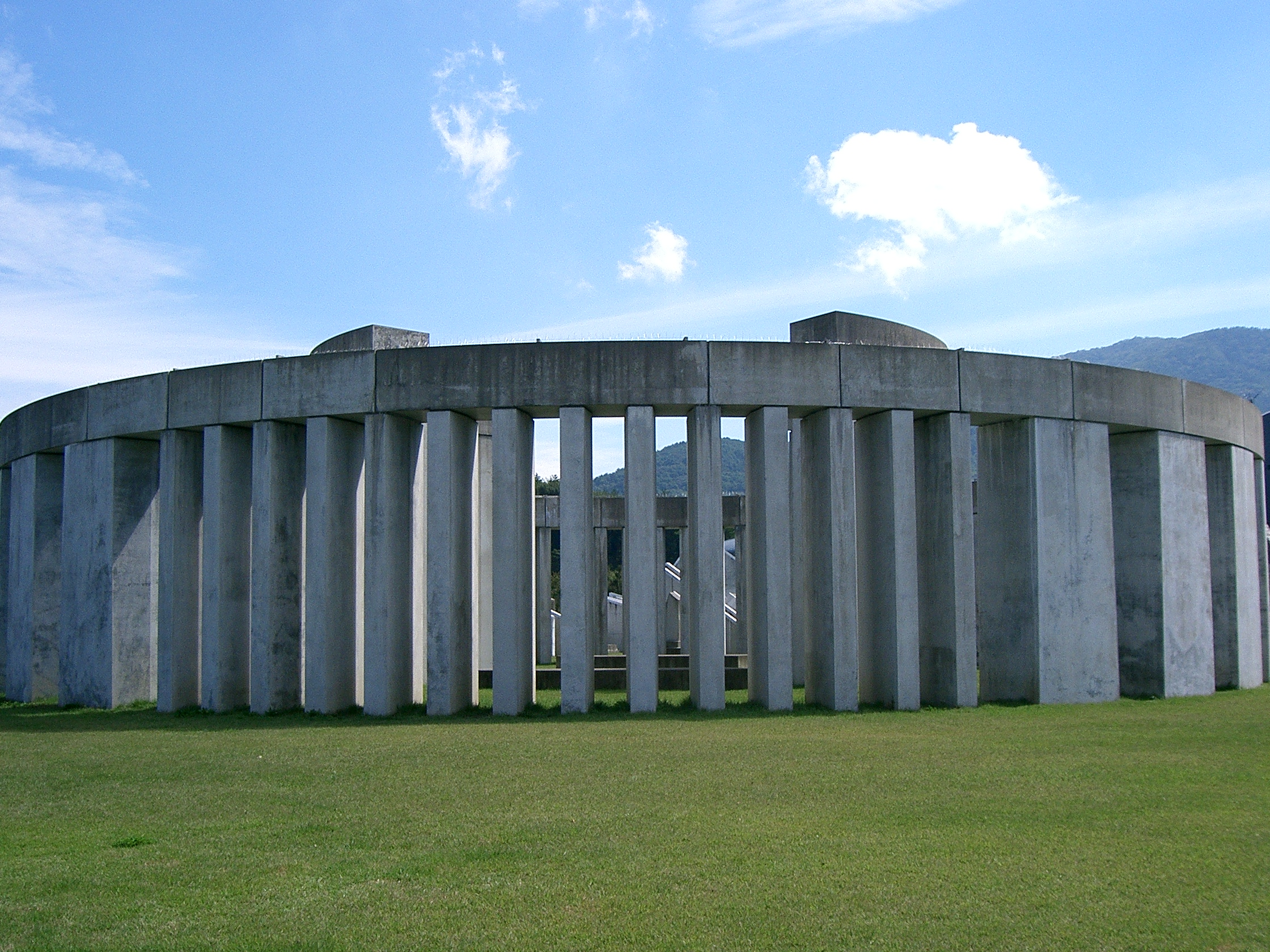
ストーンサークル

本館1階には、受付、売店、映像ホール、事務室等が設置されている。映像ホールは、天文講演会等のイベント、学校利用、学術研究会などに使用される（収容人数：約100名）。本館2階には、太陽展示コーナー、恒星進化の展示パネル、観測機器の説明模型、データ解析についての説明展示などが設置されている。
太陽展示コーナーでは、晴れていれば、直径約1メートルの直接投影像や長さ約1メートルの太陽スペクトル（虹）、Hα像などを観察することができる。
大きな直接投影像が見られる施設は、全国でもきわめて数が少ない。
屋外には、18世紀のインドの天体観測施設ジャンタル・マンタルや約4000年前のイングランドのストーンサークルを縮小して再現した展示が設けてあり、実際に星々の位置観察ができるようになっている。
また、車のサーチライト等の灯りによる光害や、大面積の舗装面に蓄積された熱の発散による空気の揺らぎを避けるために、駐車場を天文台本体から離れた場所に設置してある。そのため駐車場から本館までは標高差約70メートル、距離約600メートルの遊歩道が設けてある。

## 施設利用案内
- 開館日・開館時間：年末年始と休館日（月曜日。月曜日が祝祭日の場合は火曜日）を除く毎日。開館時間は下記参照。閉館時刻の30分前まで入館できる。
  - 施設見学（昼間）
    - 3 - 10月：午前10時 - 午後5時
    - 11月 - 2月：午前10時 - 午後4時
    - 一般は予約不要である。団体の場合、団体のための対応（施設案内、解説等）を希望する場合は予約が必要である。
    - 平日の午前11時30分および午後2時には「スタッフいち推しツアー」を実施する。内容は担当するスタッフにより異なる。
    - 土・日・祝日は午前11時30分に「昼間の星の観察会」、午後2時に「3Dシアターの上映」を実施する。天候により内容を変更する場合がある。

  - 天体観望（夜間）
    - 3 - 10月：午後7時 - 午後10時。火曜日は実施しない。水・木・金は予約団体のみ。土・日・祝日は一般優先。
    - 11月 - 2月：午後6時 - 午後9時。火曜日は実施しない。水・木・金は予約団体のみ。土・日・祝日は一般優先。
    - 予約に関しては、施設見学と同様であるが、土・日・祝日の団体対応は行わない。

## 入館料
- 一般観覧料（施設見学、天体観望）：大人300円、大学・高校生200円、中学生以下無料。団体の場合は、大人240円、大学・高校生160円、中学生以下無料。なお、障害者の場合には、身体障害者手帳を提示すれば、当人と付き添い1名が無料となる。観覧料は一度支払えば、同じ日であれば何度でも入館できる。
- 学校教育等の利用の場合には、申請によって無料となる。また、教育及び研究を目的とする国・都道府県・市町村の主催事業は申請によって無料となる場合があるので、要確認のこと。

### 観測体験時間（観測機器貸切）
- 2週間前までの予約、観測機器等使用料が必要である（占有利用時）。
- 65センチメートル望遠鏡：2,080円、観察用望遠鏡：510円（1台）、望遠鏡設置場：200円（1区画）。
- 移動式望遠鏡やカメラ・レンズの使用料は無料である。上記使用料に含まれている。
- 利用できる時間帯は、天体観望（夜間）の時間に等しい。

## 広報等

### 広報誌
施設紹介や教育普及のため、広報誌『ステラ―ライト』を発行していた。

### イベント
日本天文学会の総会なども開かれたことがある。また、スターウォッチングや流星群の観測等でも多くの県民の方々が参加される。

### 各種映画制作等の活用例
近年、東映制作のスーパー戦隊シリーズや平成仮面ライダーシリーズなどの特撮番組をはじめ、テレビドラマや映画などにぐんま天文台の天文台やストーンサークルを使ってロケーション撮影が行われることがある。

#### テレビ
- 『仮面ライダー剣』第2話「謎のライダー」
- 『仮面ライダーフォーゼ』第44話
- 『特捜戦隊デカレンジャー』
EPISODE3「パーフェクト・ブルー」
EPISODE4「サイバー・ダイブ」
EPISODE42「スカル・トーキング」
- 『仮面ライダーウィザード』第49・50話
- 『仮面ライダービルド』第35話~最終話(パンドラタワー頂上)
- 『轟轟戦隊ボウケンジャー』Task.47「絶望の函（はこ）」
- 『獣拳戦隊ゲキレンジャー』修行その48「サバサバ！いざ拳断」
- 『僕とスターの99日』
第5話「約束を守れなかったキケンな二人・・・夢が、星が、遠く引き裂く」
第6話「背を向けたフタリ・・・もう元には戻れない! 星空の下涙のエール」
最終話「愛する者達の贈り物俺だけの星を見つけた!」

ほか

#### 映画
- 『監督・ばんざい!』（北野武監督）

ほか

#### ミュージックビデオ
- 『月と星が踊るMidnight』（日向坂46）[2]
- 『シグナル』（TRiDENT）[3]
- 『相対性理論に異議を唱える』（乃木坂46）[4]